# Кубански държавен университет
Кубанският държавен университет (на руски: Кубанский государственный университет), известен и като КубГУ, е висше учебно заведение в Краснодар, Русия, в историческия регион Кубан в Северен Кавказ. Той е един от най-големите и най-старите университети в Южна Русия.

## История
Университетът е основан през 1920 г. в Краснодар. Първият му избран ректор е Никандър Маркс, бивш генерал от руската императорска армия, историк и специалист по древноруска палеография.
През 1994 г. университетът е класиран като едно от водещите висши учебни заведения в Русия.
През 2004 г. и 2005 г. университетът е класиран сред 100-те най-добри висши учебни заведения в Русия и е удостоен със Златен медал за европейско качество.
През 2008 г. за ректор на университета е назначен Михаил Астапов, бивш началник на Регионалното управление на образованието в Краснодар.
Кубанският държавен университет обучава чуждестранни специалисти от 1970 г. насам. Неговите чуждестранни възпитаници идват от над 120 държави. В момента в университета продължават да се обучават студенти от Азия, Америка, Африка и Европа.